# Frank IJsselmuiden
Franciscus Joannes Ambrosius (Frank) IJsselmuiden (Arnhem, 14 september 1939 – Volendam, 20 maart 2015) was een Nederlandse politicus van de KVP (later CDA). In diverse gemeenten is hij burgemeester geweest.
Aan het begin van zijn loopbaan is hij werkzaam geweest in Arnhem. In oktober 1970 werd hij chef van de afdeling algemene zaken van de gemeente Axel en begin 1973 volgde zijn benoeming tot burgemeester van Haarlemmerliede en Spaarnwoude. IJsselmuiden is onder meer bekend geworden als strijdbare burgemeester van die gemeente. Hij verzette zich fel tegen de uitbreiding van het Amsterdamse Westelijk Havengebied (de aanleg van de Afrikahaven) ten koste van het grondgebied van zijn gemeente.
In 1995 werd hij burgemeester van de gemeente Edam-Volendam. Daar wist hij te voorkomen dat een veertienjarig Surinaams meisje, dat door haar vader naar Edam was gehaald omdat ze door haar stiefvader in Suriname werd mishandeld, het land werd uitgezet.
Naar aanleiding van de cafébrand in De Hemel (deze vond op 1 januari 2001 plaats) trad hij af.
Zijn laatste burgemeesterspost was die van de opgeheven gemeente Noorder-Koggenland, waarvan hij tevens de laatste burgemeester was.
Hij overleed aan kanker en is begraven op het kerkhof De Akker Gods bij het kerkje De Stompe Toren in Spaarnwoude.